# Arthrocormus schimperi
Arthrocormus schimperi là một loài rêu trong họ Calymperaceae. Loài này được Dozy & Molk. Dozy & Molk. mô tả khoa học đầu tiên năm 1846.